# Брад
Брад (на румънски: Brad; на унгарски: Brád) е град в окръг Хунедоара, Румъния. Името му идва от румънската дума за ела – brad.

## Население
- румънци – 15 945
- унгарци – 299
- цигани – 157
- германци – 53
- други – 31

## История
Градът е документиран за първи път през 300 г. пр.н.е. Първоначално има златна мина, около която е развит града. Добивът на злато продължава и в наши дни.